# Olympische Geschichte Jordaniens
| Gelbes Symbol für Goldmedaillen mit stilisierten Olympischen Ringen | Graues Symbol für Silbermedaillen mit stilisierten Olympischen Ringen | Braundes Symbol für Bronzemedaillen mit stilisierten Olympischen Ringen |
| ------------------------------------------------------------------- | --------------------------------------------------------------------- | ----------------------------------------------------------------------- |
| 1                                                                   | —                                                                     | —                                                                       |

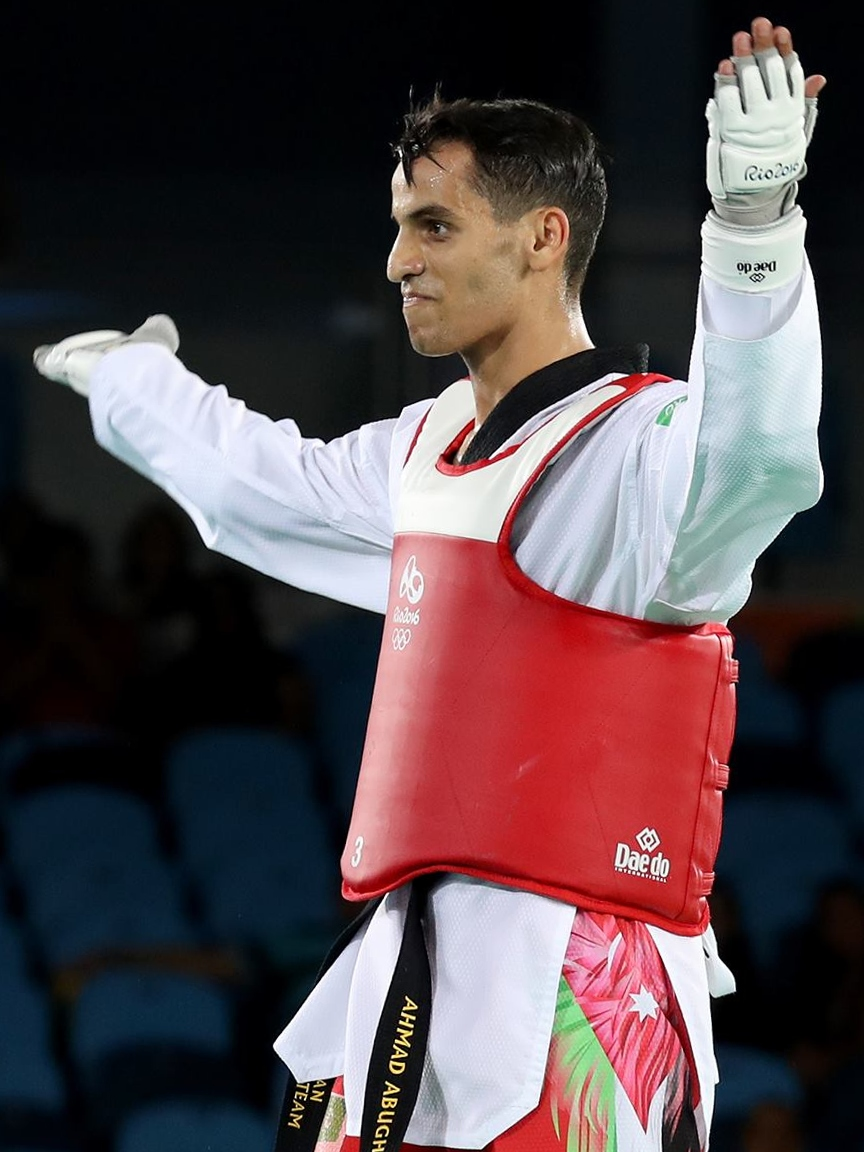
Ahmad Abughaush, Olympiasieger 2016

Jordanien, dessen NOK, die al-Ladschna al-ulimbiyya al-urdunniyya, 1957 gegründet und 1963 vom IOC anerkannt wurde, nimmt seit 1980 an Olympischen Sommerspielen teil. Zu Winterspielen wurden bislang keine Athleten geschickt. Jugendliche Sportler nahmen an beiden bislang ausgetragenen Jugend-Sommerspielen teil.

## Übersicht

### Sommerspiele

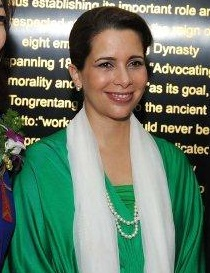
Haya bint al-Hussein

Die erste Olympiamannschaft Jordaniens bestand 1980 aus vier Sportschützen. Bei folgenden Sommerspielen traten jordanische Sportler in den Sportarten Leichtathletik und Fechten (seit 1984), Boxen, Ringen, Bogenschießen und Tischtennis (seit 1988), Schwimmen (seit 1996), Taekwondo und Reiten (seit 2000) sowie im Judo und im Triathlon (seit 2016) an.
Die ersten Olympioniken Jordaniens waren am 20. Juli 1980 die beiden Trapschützen Mohamed Issa Shahin und Nader George Shalhoub. Am 8. August 1984 ging mit der Leichtathletin Raida Abdallah Bader die erste Frau aus Jordanien bei Olympischen Spielen an den Start. 
In Sydney 2000 nahm mit der Springreiterin Haya bint al-Hussein eine Tochter des im Jahr zuvor gestorbenen jordanischen Königs Hussein I. teil. Erste sportliche Erfolge stellten sich 2004 im Taekwondo ein. Im Schwergewicht war Ibrahim Kamal bis ins Halbfinale vorgedrungen. Gegen den Griechen Alexandros Nikolaidis verlor er mit 3:6 nach Punkten. Auch den Kampf um Bronze gegen den Franzosen Pascal Gentil verlor er nach Punkten.
Im Turnier von 2016 in Rio de Janeiro wurde der Federgewichtler Ahmad Abughaush nach einem Punktsieg über den Russen Alexei Denissenko der erste jordanische Medaillengewinner und Olympiasieger seines Landes. 

### Jugendspiele
Sechs jugendliche Sportler, vier Jungen und zwei Mädchen, gingen bei der ersten Austragung von Olympischen Jugend-Sommerspielen 2010 in Singapur im Badminton, Turnen, Schwimmen und Taekwondo an den Start. Im Taekwondo konnten zwei Medaillen gewonnen werden. Bei den Jungen gewann Yazan al-Sadeq Bronze im Superschwergewicht, bei den Mädchen gewann Dana Touran Silber im Federgewicht.
2014 in Nanjing nahmen wiederum sechs Athleten, zwei Jungen und vier Mädchen, teil. Sie traten im Fechten, Schwimmen, Turnen und Taekwondo an. Medaillen konnten keine gewonnen werden.

## IOC-Mitglieder
Jordanien hat aktuell ein IOC-Mitglied. 2010 wurde Faisal bin Al Hussein, zweiter Sohn des verstorbenen Königs Hussein I., zum IOC-Mitglied gewählt. Er ist Mitglied der Kommission für Öffentlichkeitsarbeit und soziale Entwicklung und der Koordinierungskommission für die 32. Olympischen Sommerspiele 2020 in Tokio. 

## Übersicht der Teilnehmer

### Sommerspiele
| Jahr      | Athleten           | Athleten           | Athleten           | Flaggenträger        | Sportarten         | Sportarten         | Sportarten         | Sportarten         | Sportarten         | Sportarten         | Sportarten         | Sportarten         | Sportarten         | Sportarten         | Sportarten         | Sportarten         | Medaillen          | Medaillen          | Medaillen          | Medaillen          | Rang               |
| Jahr      | Gesamt             | Männer             | Frauen             | Flaggenträger        | Schießen           | Athletics          | Fechten            | Boxen              | Ringen             | Bogenschießen      | Tischtennis        | Schwimmen          | Taekwondo          | Reiten             | Judo               | Triathlon          |                    |                    |                    | Total              | Rang               |
| --------- | ------------------ | ------------------ | ------------------ | -------------------- | ------------------ | ------------------ | ------------------ | ------------------ | ------------------ | ------------------ | ------------------ | ------------------ | ------------------ | ------------------ | ------------------ | ------------------ | ------------------ | ------------------ | ------------------ | ------------------ | ------------------ |
| 1896–1976 | nicht teilgenommen | nicht teilgenommen | nicht teilgenommen | nicht teilgenommen   | nicht teilgenommen | nicht teilgenommen | nicht teilgenommen | nicht teilgenommen | nicht teilgenommen | nicht teilgenommen | nicht teilgenommen | nicht teilgenommen | nicht teilgenommen | nicht teilgenommen | nicht teilgenommen | nicht teilgenommen | nicht teilgenommen | nicht teilgenommen | nicht teilgenommen | nicht teilgenommen | nicht teilgenommen |
| 1980      | 4                  | 4                  | 0                  |                      | 4                  |                    |                    |                    |                    |                    |                    |                    |                    |                    |                    |                    |                    |                    |                    |                    |                    |
| 1984      | 13                 | 12                 | 1                  | Mourad Barakat       | 7                  | 5                  | 1                  |                    |                    |                    |                    |                    |                    |                    |                    |                    |                    |                    |                    |                    |                    |
| 1988      | 7                  | 5                  | 2                  | Mouneir al-Masri     |                    |                    | 1                  | 2                  | 2                  | 1                  | 1                  |                    |                    |                    |                    |                    |                    |                    |                    |                    |                    |
| 1992      | 8                  | 8                  | 0                  | Fakhredin Fouad      | 1                  | 2                  |                    |                    |                    |                    | 1                  |                    |                    |                    |                    |                    |                    |                    |                    |                    |                    |
| 1996      | 5                  | 3                  | 2                  | Walid al-Awazem      | 1                  | 2                  |                    |                    |                    |                    |                    | 2                  |                    |                    |                    |                    |                    |                    |                    |                    |                    |
| 2000      | 8                  | 4                  | 4                  | Haya bint al-Hussein | 1                  | 2                  |                    |                    |                    |                    | 1                  | 2                  | 1                  | 1                  |                    |                    |                    |                    |                    |                    |                    |
| 2004      | 8                  | 4                  | 4                  | Khalil al-Hanahneh   |                    | 2                  |                    |                    |                    |                    | 1                  | 2                  | 2                  | 1                  |                    |                    |                    |                    |                    |                    |                    |
| 2008      | 7                  | 3                  | 4                  | Zaina Schaban        |                    | 2                  |                    |                    |                    |                    | 1                  | 2                  | 1                  | 1                  |                    |                    |                    |                    |                    |                    |                    |
| 2012      | 9                  | 8                  | 1                  | Nadin Dawani         |                    | 2                  |                    | 1                  |                    |                    |                    | 2                  | 3                  | 1                  |                    |                    |                    |                    |                    |                    |                    |
| 2016      | 8                  | 5                  | 4                  | Hussein Iashaish     |                    | 1                  |                    | 2                  |                    |                    |                    | 2                  | 1                  |                    | 1                  | 1                  | 1                  |                    |                    | 1                  | 54                 |
| Gesamt    | Gesamt             | Gesamt             | Gesamt             | Gesamt               | Gesamt             | Gesamt             | Gesamt             | Gesamt             | Gesamt             | Gesamt             | Gesamt             | Gesamt             | Gesamt             | Gesamt             | Gesamt             | Gesamt             | 1                  | 0                  | 0                  | 1                  | 107                |

### Winterspiele
| Jahr      | Athleten           | Athleten           | Athleten           | Flaggenträger      | Sportarten         | Medaillen          | Medaillen          | Medaillen          | Medaillen          | Medaillen          |
| Jahr      | Gesamt             | m                  | w                  | Flaggenträger      | Sportarten         |                    |                    |                    | Gesamt             | Rang               |
| --------- | ------------------ | ------------------ | ------------------ | ------------------ | ------------------ | ------------------ | ------------------ | ------------------ | ------------------ | ------------------ |
| 1924–2018 | nicht teilgenommen | nicht teilgenommen | nicht teilgenommen | nicht teilgenommen | nicht teilgenommen | nicht teilgenommen | nicht teilgenommen | nicht teilgenommen | nicht teilgenommen | nicht teilgenommen |
| Gesamt    | Gesamt             | Gesamt             | Gesamt             | Gesamt             | Gesamt             | 0                  | 0                  | 0                  | 0                  | -                  |

## Medaillengewinner

### Goldmedaillen
| Name            | Spiele              | Sportart  | Disziplin                |
| --------------- | ------------------- | --------- | ------------------------ |
| Ahmad Abughaush | 2016 Rio de Janeiro | Taekwondo | Federgewicht (bis 68 kg) |

### Silbermedaillen
Bislang (Stand 2017) keine Medaillengewinner

### Bronzemedaillen
Bislang (Stand 2017) keine Medaillengewinner

## Medaillen nach Sportart
| Sportart  | Gold | Silber | Bronze | Gesamt |
| Taekwondo | 1    | 0      | 0      | 1      |
| Gesamt    | 1    | 0      | 0      | 1      |